# Сперрі (Оклахома)
Сперрі (англ. Sperry) — місто (англ. town) в США, в окрузі Талса штату Оклахома. Населення — 1115 осіб (2020).

## Географія
Сперрі розташоване за координатами 36°17′52″ пн. ш. 95°59′26″ зх. д. / 36.29778° пн. ш. 95.99056° зх. д. (36.297722, -95.990603).  За даними Бюро перепису населення США в 2010 році місто мало площу 4,44 км², з яких 4,33 км² — суходіл та 0,12 км² — водойми.

## Демографія
Згідно з переписом 2010 року, у місті мешкало 1206 осіб у 468 домогосподарствах у складі 318 родин. Густота населення становила 271 особа/км².  Було 530 помешкань (119/км²).
Расовий склад населення:
| - 69,7 % — білих - 20,0 % — корінних американців - 1,4 % — чорних або афроамериканців - 0,5 % — азіатів |

До двох чи більше рас належало 7,6 %. Частка іспаномовних становила 2,5 % від усіх жителів.
За віковим діапазоном населення розподілялося таким чином: 27,8 % — особи молодші 18 років, 56,9 % — особи у віці 18—64 років, 15,3 % — особи у віці 65 років та старші. Медіана віку мешканця становила 34,9 року. На 100 осіб жіночої статі у місті припадало 96,1 чоловіків;  на 100 жінок у віці від 18 років та старших — 95,3 чоловіків також старших 18 років.
Середній дохід на одне домашнє господарство  становив 47 341 долар США (медіана — 37 946), а середній дохід на одну сім'ю — 56 035 доларів (медіана — 52 625). Медіана доходів становила 38 333 долари для чоловіків та 31 786 доларів для жінок. За межею бідності перебувало 17,8 % осіб, у тому числі 27,1 % дітей у віці до 18 років та 9,3 % осіб у віці 65 років та старших.
Цивільне працевлаштоване населення становило 569 осіб. Основні галузі зайнятості: виробництво — 20,9 %, освіта, охорона здоров'я та соціальна допомога — 20,9 %, роздрібна торгівля — 12,8 %, будівництво — 12,1 %.